# Герасим'юк Олег Вікторович
Герасим'юк Олег Вікторович (* 25 вересня 1986, Володимир-Волинський) — український футболіст, екс-півзахисник «Волині» та, в минулому, юнацької і молодіжної збірної України.

## Біографія
Вихованець «Волині», за яку дебютував 15 липня 2004 року у переможному матчі проти сімферопольської «Таврії», а вже у наступному турі відзначився «дублем» у ворота маріупольського «Іллічівця». На початку 2005 року перейшов до київського «Динамо», проте провівши два матчі за основну комангду, у міжсезоння повернувся в оренду до «Волині». У сезоні 2006-07 виступав за київський «Арсенал» (Київ), після чого повернувся до «Динамо», де, втім змушений був грати за другу команду. Першу половину сезону 2008-09 провів в оренді у Азербайджані, виступаючи за «Нефтчі», в складі якого провів кілька матчів та відзначився голом у розіграші Кубку Інтертото. На початку 2010 року проходив оглядини у сімферопольській «Таврії», проте все ж таки вирішив віддати перевагу першоліговій «Волині», з якою і підписав контракт. Зіграв за луцьку команду 55 матчів в яких відзначився 4 рази.
У лютому 2013 року покинув луцьку команду і перейшов на правах вільного агента в київський «Арсенал». Зігравши 20 матчі і забивши 1 гол, восени 2013 року як і всі гравці покинув команду як вільний агент через зняття команди з чемпіонату.
У січні 2014 року підписав дворічний контракт з ужгородською «Говерлою». Після матчу чемпіонату 25 квітня 2015 року проти «Зорі» (1:2), був звинувачений віце-президентом ужгородців Олександром Шуфричем у «здачі» матчу. Після цього за «Говерлу» більше не грав.
Влітку 2015 року повернувся до рідної «Волині».

### Збірна
Має неабиякий досвід виступів за юнацьку і молодіжну збірну України, у складі якої був учасником Чемпіонату світу серед молодіжних команд у 2005 році та здобув золото на Літній Універсіаді 2007.

## Досягнення
- Чемпіон України серед дублерів: 2005, 2008
- Переможець Літньої Універсіади: 2007
- Срібний призер чемпіонату України в першій лізі: 2010